# Judith décapitant Holopherne (Gentileschi, Florence)
Pour les articles homonymes, voir Judith et Holopherne.
Ne doit pas être confondu avec Judith décapitant Holopherne (Gentileschi, Naples).
Judith décapitant Holopherne (en italien, Giuditta che decapita Oloferne) est un tableau de l'artiste peintre italienne Artemisia Gentileschi réalisé vers 1620 ou 1621. Il s'agit d'une peinture à l'huile sur panneau, mesurant 1,99 × 1,625 m conservée depuis 1890 sous le no 1567 au musée des Offices à Florence (Italie).

## Description
Le sujet de Judith décapitant Holopherne est l'un des épisodes de l'Ancien Testament les plus fréquemment traités dans l'art. Toutefois, à l'exception de Judith et Holopherne du Caravage, qui se trouve à la Galerie nationale d'Art ancien de Rome, il n'y a jamais eu de scène aussi saisissante et dramatique que celle produite par Artemisia Gentileschi.
L'héroïne biblique, accompagnée de sa servante, ayant pénétré dans le camp ennemi, séduit puis décapite Holopherne, le féroce général ennemi.
Il s'agit du tableau le plus célèbre d'Artemisia Gentileschi, auquel son nom est rapidement associé ; elle l'a réalisé après avoir été violée par son tuteur Agostino Tassi. Le sujet est le même que celui d'une autre toile, plus petite et de couleurs différentes, peinte antérieurement et conservée au Musée de Capodimonte de Naples : une autre Judith décapitant Holopherne.
La décapitation est mise en avant au centre de la scène, avec une composition de type triangulaire. Pour cela, il a été nécessaire d'ajouter la servante à la scène alors que, selon l'histoire traditionnelle, celle-ci ne comportait à l'origine que Judith et Holopherne.
Artemisia Gentileschi a apporté un détail qui appuie l'idée qu'elle s'est identifiée à Judith : sur le bracelet que porte Judith se trouve une représentation d'Artémis, une déesse qui défendait ardemment sa virginité : ceux qui essayaient de la déshonorer ou de la violer connaissaient une fin violente.